# Presa de Bemposta
El embalse, la central y la presa de Bemposta (también conocida como salto de Bemposta) son una obra de ingeniería hidroeléctrica construida en el curso medio del río Duero en Portugal. Está situada a 6 km de la localidad de Bemposta, en el municipio de Mogadouro del distrito de Braganza, Trás-os-Montes, Portugal.
El tramo en el que se sitúa se conoce como arribes del Duero, una profunda depresión geográfica que sirve de frontera entre España y Portugal.
Entre 2008 y 2011 se han invertido 134 millones de euros en ampliar la capacidad de generación de energía de la presa.
A finales de 2011 se pintó la presa de un polémico amarillo chillón que muchos consideraban que tenía un gran impacto visual y paisajístico y que rompía con todos los cánones estilados hasta la fecha en la cuenca fluvial.

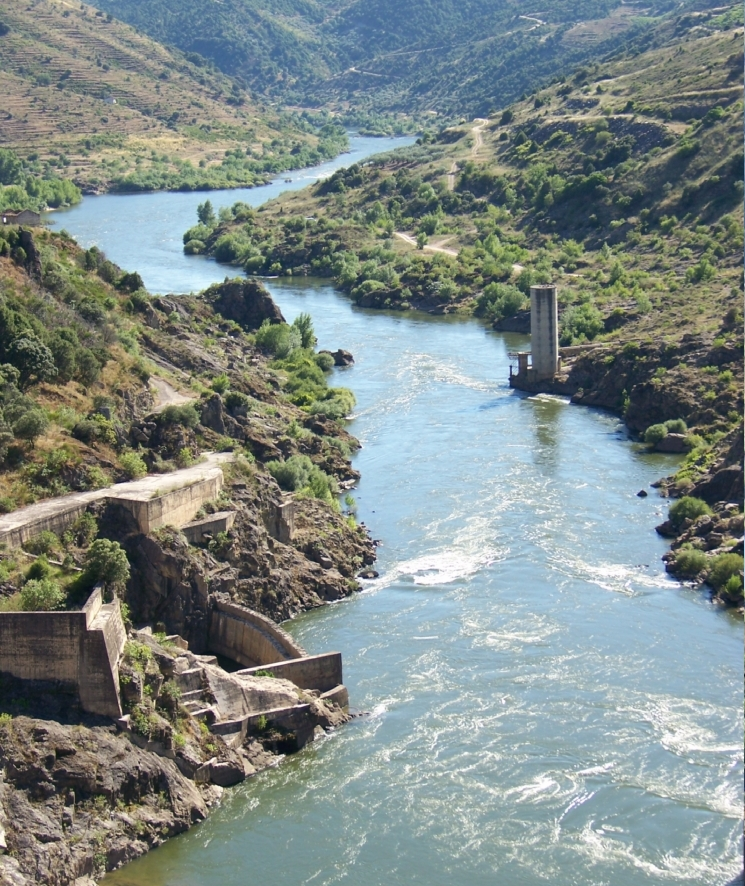
El Duero, aguas abajo de la presa, en el paraje de Ambasaguas.

Energías de Portugal vendió la presa a un consorcio francés en diciembre de 2019.